# تشو واي اوه-هان
تشو واي اوه-هان هو صحفي وشاعر وسياسي كوري جنوبي، ولد في 14 أكتوبر 1900 في بيونغيانغ في كوريا الشمالية، وتوفي في 17 نوفمبر 1979. انتخب عضو الجمعية الوطنية الكورية الجنوبية ‏.